# Institut hospitalo-universitaire de Strasbourg
 (décembre 2021).
L’Institut hospitalo-universitaire de Strasbourg (IHU de Strasbourg) est un institut hospitalo-universitaire créé en 2011 sous la forme d'une fondation de coopération scientifique. Il est issu d'un partenariat entre l'université de Strasbourg, les hôpitaux universitaires de Strasbourg, l'institut de recherche contre les cancers de l'appareil digestif (Ircad) et l'INSERM. Dans le cadre du programme du projet de création d'Instituts hospitalo-universitaires, il a été sélectionné avec six autres projets, recevant ainsi un important financement des pouvoirs publics. Le but de l'institut est de faire émerger une nouvelle spécialité médicale, la chirurgie hybride mini-invasive guidée par l’image (MIX-Surg) mêlant plusieurs spécialités médicales dont entre autres, la chirurgie, la gastro-entérologie et la radiologie.

## Présentation de l'institut

### La genèse
Après un appel d'offres lancé en juillet 2010, dans le cadre des investissements d'avenir portant sur la création d'Instituts hospitalo-universitaires, un projet strasbourgeois est présenté par plusieurs partenaires publics et privés. L'université de Strasbourg (Unistra) et les hôpitaux universitaires de Strasbourg (HUS) porteurs du projet s'associent avec le CNRS, l'Inria, l'INSERM, l'institut de recherche contre les cancers de l'appareil digestif (Ircad), le pôle de compétitivité Alsace Biovalley et des industriels français et allemands en proposant le projet MIX-Surg visant à développer nouvelle spécialité médicale, la chirurgie hybride mini-invasive guidée par l’image.
En mars 2011, le projet d'IHU strasbourgeois a été sélectionné par un jury international, composé d'universitaires spécialisées en médecine et sciences de la vie et présidé par le neuroscientifique Richard Frackowiak, professeur au centre hospitalier universitaire vaudois de Lausanne. Le jury le désigne premier lauréat (ex-aequo avec deux autres projets d'IHU) des six projets retenus, sur dix-neuf projets d'instituts hospitalo-universitaire étudiés. Il bénéficie ainsi de 67,5 millions d'euros. À cette somme s'ajoute 30 millions d'euros des collectivités alsacienne (région Alsace communauté urbaine et ville de Strasbourg) pour la construction du futur bâtiment sur le site de l'Hôpital civil. Et 80 millions d'euros de partenaire privés, en effet près de 33 partenaires privés sont associés au projet dont Altran Technologies, Karl STORZ Endoskope, Orange Healthcare, Siemens Healthcare, Thales, etc. En outre l'institut prévoit à l'horizon 2015-2016 de se financer sur des revenus propres liés à la création de l'institut.

### Gouvernance de l'institut
L'IHU strasbourgeois est une fondation de coopération scientifique. Ce statut lui permet d'associer organismes privés et publiques, en prenant la forme d’une personne morale de droit privé à but non lucratif soumises aux règles relatives aux fondations reconnues d’utilité publique.
La fondation a été créée par décret par du 25 novembre 2011. Ses membres fondateurs sont au nombre de sept : l'université de Strasbourg, les hôpitaux universitaires de Strasbourg, l'IRCAD, l'association pour la recherche sur le cancer (ARC), l'Inria, la banque du Crédit mutuel Centre Est Europe et la société de fabrication d'endoscope Karl STORZ. Ils font partie du conseil d'administration, présidé par l'ancienne ministre de la Santé Michèle Barzach, qui nomme le comité de direction (actuellement présidé par Jacques Marescaux) et définit, avec le conseil scientifique (présidé par Thomas Krummel directeur du département de chirurgie à l'université Stanford), la stratégie de l'institut.

## Publications
- (en) Jacopo D'Agostino, Michele Diana, Michel Vix, Luc Soler et Jacques Marescaux, « Three-Dimensional Virtual Neck Exploration before Parathyroidectomy », The New England Journal of Medicine,‎ 13 septembre 2012 (lire en ligne)

## Gouvernance

### Présidents
- Michèle Barzach[6]
- Arnold Munnich (2020 - 2023)
- Philippe Richert (2023 - ...)

### Directeurs
- Jacques Marescaux,
- Benoît Gallix[6].
- Didier Mutter
- Christian Debry

## Accès
L'hôpital est desservi par les lignes de bus G et C1 de la CTS, à l'arrêt Hôpital Civil et par les lignes A et D du tramway de Strasbourg, à l'arrêt Porte de l'Hôpital.